# گل‌عنکبوتی شیرسی
گل‌عنکبوتی شیرسی (نام علمی: Grevillea shiressii) نام یک گونه از سرده گل‌عنکبوتی است.